# Elymus diversiglumis
Elymus diversiglumis là một loài thực vật có hoa trong họ Hòa thảo. Loài này được Scribn. & C.R.Ball mô tả khoa học đầu tiên năm 1901.